# Eclagnens
Eclagnens är en ort i kommunen Goumoëns i kantonen Vaud i Schweiz. Den ligger cirka 14,5 kilometer norr om Lausanne. Orten har cirka 262 invånare (2020).
Orten var före den 1 juli 2011 en egen kommun, men slogs då samman med kommunerna Goumoens-la-Ville och Goumoens-le-Jux till den nya kommunen Goumoëns.